# 台灣森鼠
台灣森鼠（學名：Apodemus semotus）為臺灣特有種動物。主要分布於全島各地海拔1500～3500公尺的山區。

## 形態
台灣森鼠全身長滿了細毛，背部呈黑褐色，帶點黃褐色毛，腹部呈灰白色，尾巴上有著軟毛，呈淡黃褐色，下面呈白色，大約每隔1公分有10～14個鱗環。體長7~11公分（cm），尾長8~13公分（cm）。

## 棲地
台灣森鼠屬於夜行性動物，可能會使用洞穴，適應多種棲地，包括草生地、次生林、山屋或垃圾堆處。台灣森鼠主要在底層活動，但擁有相當的跳躍能力。

## 食性
台灣森鼠以種子、果實、嫩芽或是小型昆蟲等為食，屬於雜食性動物。

## 繁殖
根據親子鑑定證據，台灣森鼠之婚配系統(mating system （页面存档备份，存于）)為亂婚(promiscuity （页面存档备份，存于）)。春季與秋季為主要繁殖季節。

## 寄生蟲
臺灣森鼠腸胃道寄生蟲包括Ascaris spp., Heterakis　spumosa, Physaloptera praeputialis, Strongyle nematodes(Strongyloides spp. and Trichuris spp.) 以及Hymenolepis spp.等等。